# 運動公園站 (宮崎縣)
運動公園站（日语：／ Undōkōen eki */?）是位於宮崎縣宮崎市大字熊野，九州旅客鐵道（JR九州）的日南線車站，站名以位於附近的宮崎縣綜合運動公園而命名。

## 車站構造
採用簡易車站模式運作，由於最初投入服務時，是以「臨時車站」的方式運作，所以配備都十分簡單，只是把月台上的有蓋候車亭與車站入口結合起來，再於左方加建一間小型的站務室，好讓當有大型活動在運動公園內舉行時，可以臨時委派職員駐守，但是，現時絕大部份時間均為全日無人駐守。
車站入口、開放式驗票口與月台均位於同一水平，車站入口前為梯級，出站後右方設有行人天橋，可以跨越國道220号的「日向神話街道」至運動公園南口（另一端出口採用了縲旋式斜道至路面），另外兩邊盡頭亦各設有一條斜道至樓梯底的站前廣場，所以亦算為設有無障礙通道的車站。

### 月台
只設有側式月台1個，月台長度約為90米，有效長度為4輛，列車不可在此交換。驗票口的兩側均設有有蓋候車亭，並各放置了一張木製長櫈。右側的候車亭旁邊設有一座投幣式電話亭及一部飲品販賣機。
本站並不設置近距離自動售票機，而是在其中一個售票窗口外放置了一部新式的整理劵印刷機，乘車上車前，可以從整理劵機中先取票，亦可利用列車上的整理劵機取票。列車靠站時，往宮崎方向為右側上落、往志布志方向的列車為左側上落。
| 路線    | 上下行 | 方向                         |
| ------- | ------ | ---------------------------- |
| ■日南線 | 上行   | 南宮崎、宮崎方向             |
| ■日南線 | 下行   | 青島、油津、南鄉、志布志方向 |

## 歷史
- 1984年3月18日：因應於宮崎縣綜合運動公園舉行宮崎Flower Show，為了處理國道220號（日语：国道220号）擁塞而設置[2]，以臨時車站形式啟用[3]。
- 1987年4月1日：隨國鐵分割民營化，車站由九州旅客鐵道（JR九州）營運[4][5][6]，並且昇格為永久車站[1]。
- 2025年度內：預計可以使用IC卡「SUGOCA」[7][8]。

## 使用狀況
由於運動公園內設有多個大型停車場，一般而然，乘坐鐵道至公園的人數並不多，再加上附近的民居只集中於車站北端、公園外圍部份的小社區，所以長期以來使用人數都十分低。JR九州自2016年度起再沒有公佈本站的使用人數，亦因每日平均人數少於100人，連列入附錄表的機會也沒有。
以下為近年的乘車人次列表。
| 年度     | 1日平均 乘車人次 |
| -------- | ---------------- |
| 1996     | 119              |
| 1997     | 115              |
| 1998     | 102              |
| 1999     | 107              |
| 2000     | 104              |
| 2001     | 90               |
| 2002     | 86               |
| 2003     | 87               |
| 2004     | 78               |
| 2005     | 65               |
| 2006     | 58               |
| 2007     | 57               |
| 2008     | 68               |
| 2009     | 46               |
| 2010     | 40               |
| 2011     | 36               |
| 2012     | 35               |
| 2013     | 31               |
| 2014     | 32               |
| 2015     | 31               |
| 2016     | 32               |
| 2017以後 | <100             |

## 相鄰車站
九州旅客鐵道（JR九州）
■日南線
■觀光特急「海幸山幸」號
通過
■快速「日南海洋號」
木花－運動公園－子供之國
■普通
木花－運動公園－曾山寺

## 外部連結
- JR九州運動公園站（日語）